# Cerro Guanaco
 Cerro Guanaco  es una película filmada en colores de Argentina dirigida por José Ramón Luna sobre su propio guion que se estrenó el 25 de agosto de 1959 en Catamarca y el 18 de febrero de 1960 en Buenos Aires. Fue la primera película del escritor, periodista, folclorista y guionista de cine José Ramón Luna. Tuvo como protagonistas a Francisco de Paula, Jorge Lanza, Margarita Palacios y Florén Delbene. Colaboraron en la coreografía Eudoro Palacios y Susana Aníbal.

## Sinopsis
Los duendes de la fiesta del Carnaval Catamarqueño (La Chaya) y su acción sobre los arrieros.

## Reparto
- Francisco de Paula
- Jorge Lanza
- Margarita Palacios
- Florén Delbene
- Raúl del Valle
- Félix Rivero
- Mario Amaya
- Leyla Dartel
- Remberto Narváez
- León Zárate
- Karin Knuth
- Leda Bustamante
- Arsenio Aguirre
- Mario Benítez
- Carlos A. González Ruzo
- Ángel Toribio Palacios (Kelo)
- Mirtha Frías
- Venancio Aníbal
- Ramón E. Varela
- Eudoro Palacios
- Raúl Martínez

## Comentarios
Jorge Miguel Couselo escribió en Correo de la Tarde:

”Filmada totalmente en exteriores….desarrolla una trama de débil trascendencia dramática, en la cual juegan elementos y personajes de creación mítica y poética.”

La crónica de la revista Cine Argentino comentó:

”Transita entre lo real y lo mítico donde viejos y permanentes duendes calchaquíes recitan en esta historia.”